# 新維爾基
51°13′16″N 34°10′9″E / 51.22111°N 34.16917°E
新維爾基（烏克蘭語：Нові Вирки）是位於烏克蘭東北部的村莊，由蘇梅州蘇梅區的比洛皮利亞市鎮負責管轄。該村處於維爾河左岸，距離皮斯基2.5公里，海拔高度146米，2001年人口439。